# Polizia dell’Africa Italiana

Abzeichen der Polizia dell’Africa Italiana (PAI)

Die Polizia dell’Africa Italiana (PAI) („Polizei Italienisch-Afrikas“) war eine von 1936 bis 1945 bestehende italienische Kolonialpolizei. Sie unterstand dem Kolonialministerium in Rom und den nachgeordneten Kolonialregierungen in Italienisch-Ostafrika und Italienisch-Libyen. Trotz des faktischen Verlustes der Kolonien und des Waffenstillstands von Cassibile während des Zweiten Weltkrieges blieben PAI-Einheiten sowohl im alliierten Machtbereich in Afrika und in Italien, als auch in der faschistischen Italienischen Sozialrepublik aktiv.

## Geschichte
Nach der italienischen Besetzung Äthiopiens und der Gründung Italienisch-Ostafrikas am 1. Juni 1936 hielt man eine umfassende Reform der italienischen Kolonialverwaltung für erforderlich. Mit dem Gesetzesdekret Nr. 2374 vom 14. Dezember 1936 errichtete die italienische Regierung sieben sogenannte „technische Kolonialkorps“, darunter das für die öffentliche Sicherheit zuständige Corpo di polizia coloniale oder „Kolonialpolizeikorps“. Da 1938 Libyen rechtlich nicht mehr als Kolonie, sondern als Teil Italiens galt, wurde das Kolonialpolizeikorps im Mai 1939 offiziell umbenannt in Corpo di polizia dell’Africa italiana. Neben dieser amtlichen Langform wurde offiziell auch die (bekanntere und üblichere) Bezeichnung Polizia dell’Africa Italiana und die entsprechende Abkürzung PAI verwendet, unter anderem auf Fahrzeugen und deren Kraftfahrzeugkennzeichen.
Der materielle Aufbau der Organisation erfolgte ab Anfang 1937. Er richtete sich grundsätzlich nach der in Italien (und anderen Staaten) üblichen Aufteilung des Polizeiwesens in eine militärische Gendarmerie und in eine militärisch organisierte, aber zivilen Sicherheitsbehörden unterstellten Polizei. Diesem Grundsatz entsprechend operierten in den Kolonien italienische Carabinieri mit Unterstützung der lokalen Zaptié und daneben auch das zivile (im Faschismus militarisierte) „Sicherheitsbeamtenkorps“ (heute die zivile Polizia di Stato). Letzteres wurde in den Kolonien 1937 von der Kolonialpolizei (dann PAI) abgelöst, unter teilweiser Integration vorhandener Ressourcen. Wie die anderen Polizeien kannte auch die Kolonialpolizei drei allgemeine Polizeidienste: die politische Polizei, den polizeilichen Ermittlungs- und Justizdienst (italienisch polizia giudiziaria ‚Gerichtspolizei‘) und den Polizeivollzugsdienst (italienisch polizia amministrativa ‚Verwaltungspolizei‘).
Das Generalkommando der Kolonialpolizei bildete eine Organisationseinheit des Kolonialministeriums. In Tripolis und Addis Abeba befanden sich Inspektorate, die beaufsichtigende Funktionen hatten. Wie in Italien gab es in Großstädten Polizeipräsidien in der Form von sogenannten Quästuren, die die Kolonialpolizei mit den nachgeordneten Dienststellen vor Ort führten. Solche Quästuren bestanden in Tripolis, Bengasi, Asmara, Gonder, Addis Abeba, Jimma, Harar und Mogadischu. In der Regel war ihnen jeweils ein Polizeibataillon zugeteilt; bis 1941 wurden sieben solcher Verbände formiert. Darüber hinaus bestanden kleinere spezialisierte Organisationsbereiche, darunter eine Verkehrspolizei für Fernstraßen, kleinere Grenzschutzeinheiten und Polizeiorchester.
Gemäß dem Gesetzesdekret 2374/1936 und dem Königlichen Dekret 1211/1937 hatte die PAI eine Sollstärke von 142 ausschließlich italienischen Offizieren und 8550 Unteroffizieren und Mannschaften, davon 6300 (überwiegend eritreische) Askaris, wobei die Iststärke 8000 nie überstieg. Die Ausbildung erfolgte an einer zentralen Kolonialpolizeischule in Tivoli bei Rom sowie an Polizeischulen, die den Quästuren in Afrika unterstanden. Strenge Rekrutierungskriterien und eine zwar relativ kurze, aber dennoch sorgfältige Ausbildung sowie eine gute materielle Ausstattung sicherten der PAI in kürzester Zeit beträchtliches Ansehen, auch international. An der Schule in Tivoli wurden ab 1939 Lehrgänge für Personal aus dem Deutschen Reich abgehalten.
Die PAI operierte vorwiegend in Städten, wo sie wegen ihrer relativ geringen Personalstärke oft auf die Unterstützung des Militärs angewiesen war. Einige berittene und motorisierte PAI-Einheiten wurden auch in ländlichen Gebieten zur Aufstandsbekämpfung eingesetzt und nahmen im Zweiten Weltkrieg an militärischen Operationen in Afrika und in Italien teil. Nach dem Ende des Ostafrikafeldzuges ließen die Alliierten in Eritrea die italienische Quästur in Asmara und deren PAI-Einheiten (sowie Dienststellen der Carabinieri und der Guardia di Finanza) unter anderen Bezeichnungen von 1941 bis 1952 bestehen, wobei nach dem Krieg weiter italienische Polizisten nach Eritrea entsandt wurden. In gewisser Weise diente dieses weitere (von Äthiopien kritisierte) Engagement als Modell für die von 1950 bis 1960 bestehende italienische Treuhandverwaltung in Somalia.
Nach dem faktischen Verlust der Kolonien verblieben ab 1943 einige PAI-Einheiten in Italien, die sich in Folge des Waffenstillstands von Cassibile im September 1943 spalteten: Teile der PAI blieben der legitimen italienischen Regierung in Süditalien treu, andere entschieden sich für die faschistische Italienische Sozialrepublik in Norditalien. In der Sozialrepublik begann man zunächst mit dem Wiederausbau der PAI und richtete dafür eine neue Polizeischule in Busto Arsizio bei Mailand ein. Wenige Monate später, im März 1944, gliederte man die PAI in das Corpo di Polizia Repubblicana und in die Guardia Nazionale Repubblicana ein. Im alliierten Machtbereich in Italien wurde die dort verbliebene PAI mit einem Dekret vom 15. Februar 1945 am 9. März 1945 aufgelöst. Zwei Drittel des Personals übernahm das „Sicherheitsbeamtenkorps“ (die heutige Polizia di Stato), das dieses Personal zum Teil wiederum nach Eritrea entsandte.